# Lučina (Jajce, BiH)
Lučina je naseljeno mjesto u općini Jajce, Federacija Bosne i Hercegovine, BiH.

## Povijest
U 16. stoljeću su nakon pada Jajca pod osmansku vlast, jajačka katolička župa ostala je bez crkvi i samostana. Posluživali su ju udaljeni fojnički franjevci. Da bi im to bilo lakše, podigli su svoj samostan s crkvom u Lučini. Nakon požara 1620.  napustili su ga i otišli u Kozluk. Ipak, franjevce je opet udomila 1664. godine.

## Stanovništvo

### 1991.
Nacionalni sastav stanovništva 1991. godine, bio je sljedeći:
ukupno: 172
- Hrvati - 172

### 2013.
Nacionalni sastav stanovništva 2013. godine, bio je sljedeći:
ukupno: 137
- Hrvati -  137

## Vanjske poveznice
- Satelitska snimka  Arhivirana inačica izvorne stranice od 25. rujna 2020. (Wayback Machine)